# Myrioblephara contradicta
Myrioblephara contradicta là một loài bướm đêm trong họ Geometridae.